# Santa Bárbara (Iloílo)
Santa Bárbara es un municipio de la provincia filipina de Iloílo. Según el censo de 2007, tiene 51,075 habitantes. Es una de las localidades que componen al Gran Iloílo-Guimarás.

## Barangayes
Santa Bárbara se divide administrativamente a 60 barangayes.
| - Agusipan - Agutayan - Bagumbayan - Balabag - Balibagan Este - Balibagan Oeste - Ban-ag - Bantay - Barangay Zone I (Población) - Barangay Zone II (Población) - Barangay Zone III (Población) - Barangay Zone IV (Población) - Barangay Zone V (Población) - Barasan Este - Barasan Oeste - Binangkilan - Bitaog-Taytay - Bolong Este - Bolong Oeste - Buayahon | - Buyo - Cabugao Norte - Cabugao Sur - Cadagmayan Norte - Cadagmayan Sur - Cafe - Calaboa Este - Calaboa Oeste - Camambugan - Canipayan - Conaynay - Daga - Dalid - Duyanduyan - Gen. Martín T. Delgado - Guno - Inangayan - Jibaoan - Lacadon - Lanag | - Lupa - Magancina - Malawog - Mambuyo - Manhayang - Miraga-Guibuañgan - Nasugban - Omambog - Pal-agon - Pungsod - San Sebastián - Sañgcate - Tagsing - Talanghauan - Talongadian - Togtog - Tungay - Tuburan - Tugas - Barangay Zone VI (Población) |